# 8171 Штауффенберг
8171 Штауффенберг (8171 Stauffenberg) — астероїд головного поясу, відкритий 5 вересня 1991 року.
Тіссеранів параметр щодо Юпітера — 3,211.
Названо на честь Клауса Шенка фон Штауффенберга - полковника Вермахту, графа. Учасник змови 20 липня 1944 року, відомішої як операція Валькірія, проти Адольфа Гітлера.